# Central European Football League 2017
La Central European Football League 2017 è stata la dodicesima edizione dell'omonimo torneo di football americano. La sua finale è denominata CEFL Bowl XII.
Ha avuto inizio il 15 aprile e si è conclusa il 10 giugno con la finale di Innsbruck vinta per 55-20 dagli austriaci Tirol Raiders sui serbi Kragujevac Wild Boars.

## Squadre partecipanti
| Club                  | Città      | Stadio             | Sponsor ufficiale | Risultato nella stagione 2016          |
| --------------------- | ---------- | ------------------ | ----------------- | -------------------------------------- |
| Beograd Vukovi        | Belgrado   |                    |                   |                                        |
| Budapest Cowbells     | Budapest   |                    |                   |                                        |
| Koç Rams              | Istanbul   |                    |                   |                                        |
| Kragujevac Wild Boars | Kragujevac |                    |                   |                                        |
| Panthers Wrocław      | Breslavia  |                    |                   | Campioni di Polonia; Campioni d'Europa |
| Tirol Raiders         | Innsbruck  | Tivoli-Neu Stadion |                   |                                        |
| Triangle Razorbacks   | Vejle      |                    |                   |                                        |

## Stagione regolare

### Calendario

#### 1ª giornata
| Kragujevac 15 aprile 2017 | Kragujevac Wild Boars | 21 – 14 (0-0 7-14 7-0 7-0) referto | Koç Rams | Čika Dača |

| Budapest 15 aprile 2017 | Budapest Cowbells | 24 – 27 | Beograd Vukovi | Angyalföldi Sportközpont |

#### 2ª giornata
| Breslavia 22 aprile 2017 | Panthers Wrocław | 20 – 33 (13-3 7-21 0-6 0-3) referto | Tirol Raiders | Stadion Olimpijski |

#### 3ª giornata
| Innsbruck 6 maggio 2017 | Tirol Raiders | 35 – 0 (7-0 0-0 21-0 7-0) referto | Triangle Razorbacks | Tivoli-Neu Stadion |

#### 4ª giornata
| Belgrado 20 maggio 2017 | Beograd Vukovi | 35 – 28 (6-7 14-6 0-8 15-7) referto | Koç Rams | BASK stadium |

| 20 maggio 2017 | Triangle Razorbacks | 14 – 34 | Panthers Wrocław |  |

#### 5ª giornata
| Kragujevac 20 maggio 2017 | Kragujevac Wild Boars | 50 – 15 (28-7 15-0 0-0 7-8) referto | Budapest Cowbells | FC Pobeda stadium |

### Classifica
La classifica della regular season è la seguente:
- PCT = percentuale di vittorie, G = partite giocate, V = partite vinte, P = partite perse, PF = punti fatti, PS = punti subiti
- La qualificazione al CEFL Bowl è indicata in verde

#### Western Conference
| Pos. | Squadra             | PCT   | G | V | P | PF | PS |
| ---- | ------------------- | ----- | - | - | - | -- | -- |
| 1    | Tirol Raiders       | 1.000 | 2 | 2 | 0 | 68 | 20 |
| 2    | Panthers Wrocław    | .500  | 2 | 1 | 1 | 54 | 47 |
| 3    | Triangle Razorbacks | .000  | 2 | 0 | 2 | 14 | 69 |

#### Eastern Conference
| Pos. | Squadra               | PCT   | G | V | P | PF | PS |
| ---- | --------------------- | ----- | - | - | - | -- | -- |
| 1    | Kragujevac Wild Boars | 1.000 | 2 | 2 | 0 | 71 | 29 |
| 2    | Beograd Vukovi        | 1.000 | 2 | 2 | 0 | 62 | 52 |
| 3    | Koç Rams              | .000  | 2 | 0 | 2 | 42 | 56 |
| 4    | Budapest Cowbells     | .000  | 2 | 0 | 2 | 39 | 77 |

## CEFL Bowl XII
| Innsbruck 10 giugno 2017 | Tirol Raiders | 55 – 20 | Kragujevac Wild Boars | Tivoli-Neu Stadion |

## Verdetti
- Tirol Raiders Vincitori del CEFL Bowl XII